# Hedge of Heart's Desire
Hedge of Heart's Desire è un cortometraggio muto del 1916 diretto da Burton L. King. Sceneggiato da Marc Edmund Jones e prodotto dalla Selig Polyscope Company, il film aveva come interpreti Robyn Adair, Virginia Kirtley, Ed Brady, Eugenie Forde,Lillian Hamilton.

## Produzione
Il film fu prodotto dalla Selig Polyscope Company.

## Distribuzione
Distribuito dalla General Film Company, il film - un cortometraggio in una bobina - uscì nelle sale cinematografiche statunitensi il 25 novembre 1916.